# Float On
Float On è un singolo del gruppo musicale statunitense Modest Mouse, pubblicato nel 2004 ed estratto dall'album Good News for People Who Love Bad News.

## Tracce
1. Float On – 3:32
2. I've Got It All (Most) – 3:06

## Formazione
- Isaac Brock – voce, chitarra
- Eric Judy – basso, cori
- Dann Gallucci – chitarra, tastiera, drum loops, cori
- Benjamin Weikel – batteria, percussioni